# Spodiopogon
Spodiopogon is een geslacht uit de grassenfamilie (Poaceae). De soorten van dit geslacht komen voor in gematigd en tropisch Azië.

## Soorten
Van het geslacht zijn de volgende soorten bekend: 
- Spodiopogon albidus
- Spodiopogon angustifolius
- Spodiopogon arcuatus
- Spodiopogon aureus
- Spodiopogon bambusoides
- Spodiopogon beccarii
- Spodiopogon binatus
- Spodiopogon blumii
- Spodiopogon byronis
- Spodiopogon chordatus
- Spodiopogon ciliaris
- Spodiopogon conjugatus
- Spodiopogon cotulifer
- Spodiopogon cuspidatus
- Spodiopogon depauperatus
- Spodiopogon depressus
- Spodiopogon dubius
- Spodiopogon duclouxii
- Spodiopogon foliatus
- Spodiopogon formosanus
- Spodiopogon geniculatus
- Spodiopogon gracilis
- Spodiopogon hayatai
- Spodiopogon hildebrandtii
- Spodiopogon hogoensis
- Spodiopogon inaequalivalvis
- Spodiopogon involutus
- Spodiopogon ischaemoides
- Spodiopogon jainii
- Spodiopogon kawakamii
- Spodiopogon lacei
- Spodiopogon laniger
- Spodiopogon latifolius
- Spodiopogon lehmannii
- Spodiopogon notopogon
- Spodiopogon obliquivalvis
- Spodiopogon petiolaris
- Spodiopogon pilosus
- Spodiopogon pogonanthus
- Spodiopogon ramosus
- Spodiopogon rhizophorus
- Spodiopogon rivalis
- Spodiopogon sagittifolius
- Spodiopogon scrobiculatus
- Spodiopogon semisagittatus
- Spodiopogon sibiricus
- Spodiopogon tainanensis
- Spodiopogon takeoi
- Spodiopogon tenuis
- Spodiopogon tohoensis
- Spodiopogon vaginatus
- Spodiopogon velutinus
- Spodiopogon villosus
- Spodiopogon yuexiensis
- Spodiopogon zeylanicus